# Літтл-Елм (Техас)
Літтл-Елм (англ. Little Elm) — місто (англ. city) в США, в окрузі Дентон штату Техас. Населення — 46 453 особи (2020).

## Географія
Літтл-Елм розташований за координатами 33°10′36″ пн. ш. 96°55′44″ зх. д. / 33.17667° пн. ш. 96.92889° зх. д. (33.176690, -96.929027).  За даними Бюро перепису населення США в 2010 році місто мало площу 48,28 км², з яких 37,74 км² — суходіл та 10,54 км² — водойми. В 2017 році площа становила 55,38 км², з яких 44,85 км² — суходіл та 10,53 км² — водойми.

## Демографія
Згідно з переписом 2010 року, у місті мешкало 25 898 осіб у 8160 домогосподарствах у складі 6618 родин. Густота населення становила 536 осіб/км².  Було 8581 помешкання (178/км²).
Расовий склад населення:
| - 69,3 % — білих - 14,3 % — чорних або афроамериканців - 3,5 % — азіатів - 0,8 % — корінних американців - 0,1 % — вихідців з тихоокеанських островів - 8,6 % — осіб інших рас |

До двох чи більше рас належало 3,5 %. Частка іспаномовних становила 24,0 % від усіх жителів.
За віковим діапазоном населення розподілялося таким чином: 34,9 % — особи молодші 18 років, 61,1 % — особи у віці 18—64 років, 4,0 % — особи у віці 65 років та старші. Медіана віку мешканця становила 30,8 року. На 100 осіб жіночої статі у місті припадало 96,3 чоловіків;  на 100 жінок у віці від 18 років та старших — 91,1 чоловіків також старших 18 років.
Середній дохід на одне домашнє господарство  становив 90 852 долари США (медіана — 82 563), а середній дохід на одну сім'ю — 94 537 доларів (медіана — 86 587). Медіана доходів становила 58 916 доларів для чоловіків та 42 017 доларів для жінок. За межею бідності перебувало 5,8 % осіб, у тому числі 8,2 % дітей у віці до 18 років та 6,1 % осіб у віці 65 років та старших.
Цивільне працевлаштоване населення становило 16 113 осіб. Основні галузі зайнятості: освіта, охорона здоров'я та соціальна допомога — 16,9 %, фінанси, страхування та нерухомість — 14,8 %, науковці, спеціалісти, менеджери — 14,3 %, роздрібна торгівля — 13,9 %.